# Soulaines-sur-Aubance
Soulaines-sur-Aubance – miejscowość i gmina we Francji, w regionie Kraj Loary, w departamencie Maine i Loara.
Według danych na rok 2010 gminę zamieszkiwało 1 156 osób, a gęstość zaludnienia wynosiła 90 osób/km².